# J.I.D
J.I.D, de son vrai nom Destin Route, né le 31 octobre 1990 à Atlanta en Géorgie, est un rappeur et parolier américain.

## Biographie

### Jeunesse
Destin Route voit le jour le 31 octobre 1990 à Atlanta, dans l'État de Géorgie aux États-Unis. Benjamin de sept enfants, il grandit en écoutant des artistes tels que Sly & The Family Stone ou Earth, Wind & Fire. Petit à petit, Route se tourne vers le hip-hop, notamment new-yorkais avec Jay-Z, Nas et le groupe Mobb Deep.

### Les débuts (2010-2016)
J.I.D doit son nom de scène à sa grand-mère qui le surnommait ainsi quand il était enfant. Le jeune rappeur publie sa première mixtape, Route of All Evil, en juin 2012 comprenant des collaborations avec EarthGang et Stillz. Route finance sa carrière musicale avec des emplois dans des centres d’appel et Domino's Pizza, où il était livreur avant de commencer à réserver pour des concerts locaux. Il délivre sa deuxième mixtape intitulée Para Tu au mois d'octobre 2013.
En 2014, J.I.D publie, avec son collectif Spillage Village, leur première compilation, Bear Like This. L'année suivante, J.I.D sort son premier EP, DiCaprio, incluant de nombreux featurings notamment avec 6LACK, EarthGang et Spillage Village.

### The Never Story(2017-2018)
J.I.D rencontre J. Cole en 2014, sur le These Days Tour d'Ab-Soul, grâce à un ami mutuel, le producteur Cedric Brown. Cole avoue être intéressé par l'artiste et garde contact avec celui-ci jusqu'à le signer sur son label Dreamville Records en février 2017. Le 10 mars 2017, J.I.D publie son premier album studio, The Never Story.

### DiCaprio 2(2018-2020)
En juin 2018, il apparaît sur la couverture des XXL's Freshmen 2018. J.I.D est programmé sur le Swimming Tour de Mac Miller mais la mort de ce dernier annule la tournée.
Le 26 novembre 2018, J.I.D dévoile DiCaprio 2, son deuxième album. En référence à l'acteur américain Leonardo DiCaprio et porté par le single Off Deez, en featuring avec J. Cole, il est bien reçu par la critique.
En 2019, J.I.D apparaît sur Revenge of the Dreamers III, mixtape de son studio, où il est décrit comme la « force la plus incontournable » de l'œuvre.
En septembre 2020, avec son groupe Spillage Village, il publie l'album Spilligion.

### The Forever Story(2021-2024)
En janvier 2021, J.I.D annonce la sortie prochaine de son troisième album, intitulé The Forever Story.
Le 23 février 2021, J.I.D dévoile le single Skegee. Sortie durant le Mois de l'histoire des Noirs, le titre est une version abrégée de la ville de Tuskegee et le rappeur aborde notamment l'étude menée sur la syphilis sur des sujets afro-américains entre 1932 et 1972. Revenant sur la genèse de sa chanson, il explique : « Je me rappelle que mon père me prêchait toujours l'histoire des noirs, à tout moment, où que nous allions, il m'a fait tout remettre en question, cette chanson est une leçon que j'ai apprise il y a longtemps ».
En octobre 2021, il est invité par Imagine Dragons pour le titre "Enemy", qui servira de générique au dessin animé "Arcane" diffusé sur Netflix.
The Forever Story va finalement sortir le 26 août 2022. On y retrouve notamment des featurings avec 21 Savage, Lil Durk, Kenny Mason, etc.
En septembre 2023, il sort en collaboration avec Lil Yachty un EP de 2 tracks appelé "BlakkBoyz present Half Doin Dope/Van Gogh"

### God Does Like Ugly (depuis 2025)
JID annonce l'album God Does Like Ugly le 8 Mai 2025. L'idée du titre de l'album lui est venue grâce à sa grand-mère, qui est décédée en 2019. Avant de décéder, ils débattaient des événements à l'échelle mondiale et sa grand-mère lui a dit : "God does like ugly, letting all this [happen]." . Elle lui a conseillé d'intituler son album comme cette phrase. Il a débuté le travail sur l'album en 2020.
Pour aider à la promotion de l'album, un EP promotionel, GDLU (Preluxe), sort le 4 Juillet 2025 après l'avoir annoncé avec un freestyle réalisé sur Youtube, cet EP contient 3 featurings avec Lil Yachty, 6lack et Eminem avec qui il avait déjà collaboré sur l'album The Death of Slim Shady sur le morceau Fuel qui avait été très remarqué par la technique des deux rappeurs qui sera reproduit avec encore plus de technicité sur Animals (Pt. I).

### Albums studio
- 2017 : The Never Story
- 2018 : DiCaprio 2
- 2022 : The Forever Story
- 2025 : God Does Like Ugly

### EP
- 2015 : DiCaprio
- 2023 : BlakkBoyz present Half Doin Dope/Van Gogh
- 2025 : GLDU (Preluxe)

### Mixtapes
- 2012 : Route to All Evil
- 2013 : Para Tu

### Collaborations
Avec Spillage Village
- 2014 : Bears Like This
- 2015 : Bears Like This Too
- 2016 : Bears Like This Too Much
- 2020 : Spilligion

Avec Imagine Dragons
- 2021 : Enemy

Avec Doja Cat
- 2021 : Options

Avec Offset
- 2023 : Danger

- 2025 : Bodies

Avec Eminem
- 2024 : Fuel

- 2025 : Animals